# Agathocle de Syracuse
Vous lisez un « article de qualité » labellisé en 2008.
Pour les articles homonymes, voir Agathocle.
Sauf précision contraire, les dates de cet article sont sous-entendues « avant l'ère commune », c'est-à-dire « avant Jésus-Christ ».
Agathocle ou Agathoclès (grec ancien : Ἀγαθοκλῆς), né en 361 av. J.-C. à Thermæ (ancienne Himère) et mort en 289 av. J.-C. à Syracuse, est tyran puis roi de Syracuse de 304 av. J.-C. à sa mort.
Présenté par la plupart des sources antiques comme un tyran particulièrement cruel, n'hésitant pas à faire massacrer par ses troupes les habitants des cités désireuses d'échapper à son emprise, Agathocle est le seul tyran de Syracuse qui soit devenu roi de Sicile. Son ambition ne se limita d'ailleurs pas à cette île, mais avait une dimension méditerranéenne. Agathocle se posa nettement comme un imitateur d'Alexandre le Grand en Occident, désireux de lutter contre les barbares — les Carthaginois dans son cas — au point d'entreprendre la première expédition militaire en Afrique du Nord, sur le territoire même de Carthage.

## Biographie
Sur l'enfance d'Agathocle, deux traditions s'affrontent, l'une le présentant comme un enfant destiné au pouvoir (Diodore de Sicile), l'autre comme un être voué au vice (Timée, Trogue Pompée et Justin). Selon la deuxième version, fils d'un potier venu s'installer à Syracuse au temps de Timoléon, il aurait appris lui-même le métier et aurait accru ses revenus par la prostitution. Il se fait remarquer d'un riche Syracusain, Damas, dont il devient l'éromène. À la mort de ce dernier, il épouse sa veuve. La version de Diodore évoque d'abord son métissage : son père était citoyen de Crotone, exilé à Thermae, une colonie de Carthage située en Sicile ; sa mère était d'origine carthaginoise. Un oracle ayant prédit qu'Agathocle serait un danger pour les Carthaginois et qu'il régnerait en Sicile, son père le cache pour éviter que l'enfant ne soit assassiné et l'envoie à Syracuse. Les deux versions concordent sur le fait que c'est dans cette cité qu'Agathocle passa son adolescence.
En Grande-Grèce, vers 325, la cité de Crotone est attaquée par les Bruttiens et demande l'aide de Syracuse. Agathocle fait partie du corps de troupe syracusain. Mais, une fois la cité libérée et l'oligarchie locale réinstallée au pouvoir, Agathocle s'engage auprès de Rhégion pour lutter contre l'aristocratie crotoniate. Ayant trahi à la fois l'oligarchie syracusaine et l'oligarchie de Crotone, Agathocle ne peut plus rentrer chez lui : il reste en Italie où il se met au service de Tarente, sans doute vers 323.

### Agathocle, tyran de Syracuse
En 317, les oligarques syracusains concluent une paix avec les Carthaginois (même si l'on ne sait rien du conflit qui a précédé). Agathocle quitte alors le service de Tarente et se constitue une petite armée de mercenaires qu'il amène à Syracuse sous le prétexte d'y restaurer la démocratie. Son intervention déclenche une guerre civile au cours de laquelle il s'empare du pouvoir, fait exécuter une partie des oligarques syracusains et de leurs alliés, les survivants préférant l'exil à la mort. Certains se réfugient même dans la partie punique de la Sicile, et notamment à Agrigente, cité grecque soumise à Carthage ; d'autres s'enfuient à Messine ou à Rhégion. Agathocle prétend alors redevenir simple citoyen mais les Syracusains le nomment stratège avec les pleins pouvoirs. Il promet d'abolir les dettes (ce qui est d'autant plus facile que les créanciers, des oligarques, sont morts ou exilés) et de distribuer les terres aux pauvres. On retrouve ici un schéma classique de la prise de pouvoir par un tyran. Puis, il renforce son armée pour soumettre d'autres cités siciliennes : Messine et Gela. En réalité, ces expéditions ont moins pour but d'établir une domination administrative ou même militaire que de retrouver les exilés syracusains pour les éliminer.

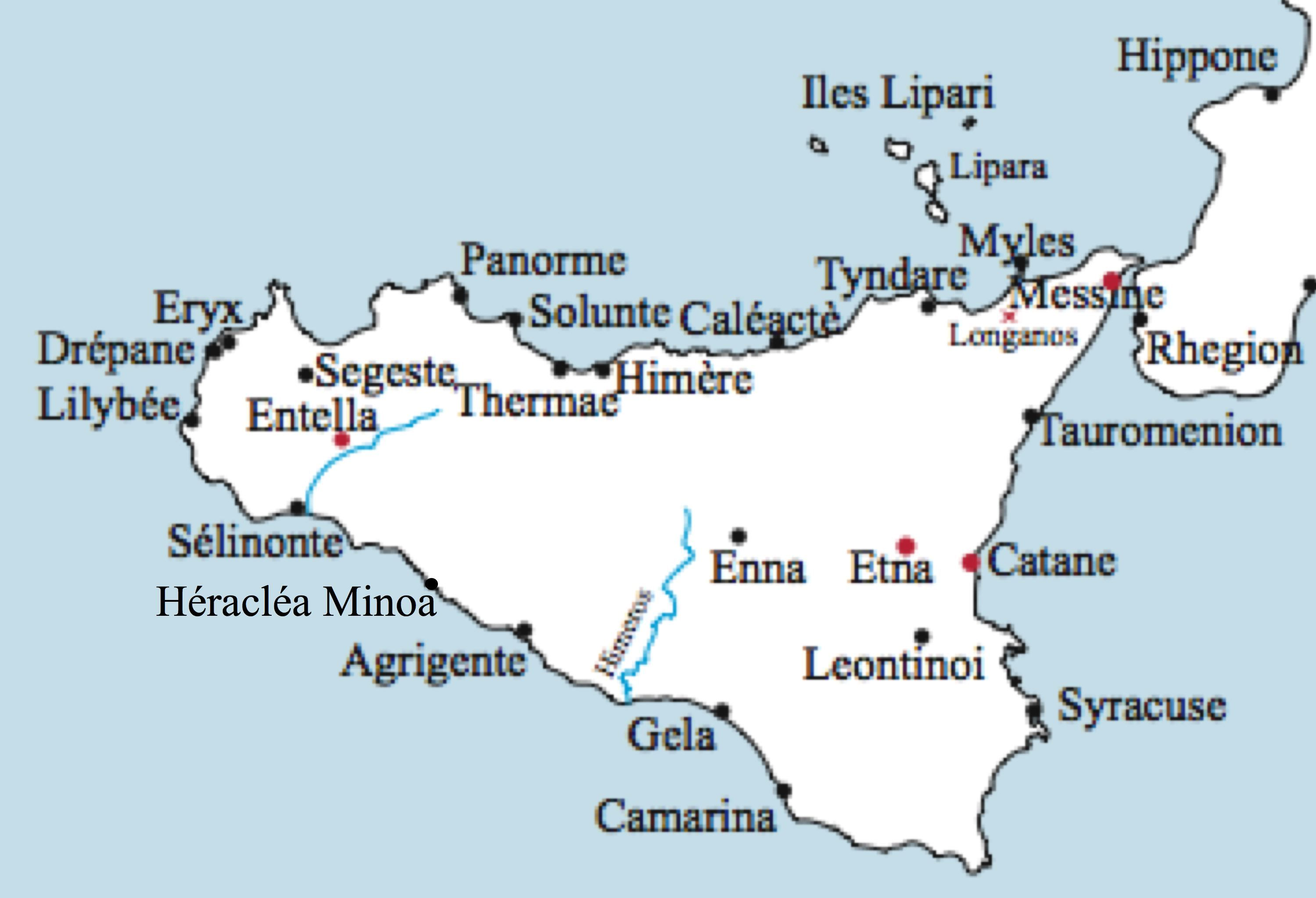
Carte de la Sicile à l'époque d'Agathocle.

Le siège de Messine déclenche l'intervention des Carthaginois : la prise de cette cité libre constitue en effet une violation du traité conclu en 338 entre les Carthaginois et Timoléon ; les Puniques ne souhaitent pas voir Syracuse prendre l'hégémonie en Sicile. Alors qu'Agrigente vient de voter l'entrée en guerre contre Agathocle, avec Gela et Messine, Hamilcar, le général punique chargé des troupes de Sicile, sert de médiateur pour la conclusion d'un traité de paix. Agathocle sera le chef suprême de la partie grecque de l'île où les cités devront former un gouvernement favorable au tyran de Syracuse ; en contrepartie, la frontière entre l'épicratie punique et le territoire dominé par Agathocle reste inchangée par rapport à 338. C'est un recul carthaginois que le Sénat de Carthage ne pardonne pas à Hamilcar.

### Guerre contre Carthage (312-306)
En 312, Agathocle attaque Messine et Agrigente, cette dernière se trouvant dans l'éparchie carthaginoise. La flotte punique intervient mais des navires carthaginois sont arraisonnés par les stratèges d'Agathocle. Le traité de 313 est ainsi rompu.
Les Carthaginois envoient en Sicile une armée composée de 2 000 citoyens et mercenaires libyens, étrusques et baléares. Ils remportent une victoire en 311-310 à Himère, ce qui leur vaut le soutien de plusieurs cités grecques dépendant de Syracuse (Camarina, Leontinoi, Catane, Tauromenion et Messine). Agathocle est assiégé dans sa cité et la guerre semble donc perdue pour lui.

#### Première expédition en Afrique (311-308)
C'est alors qu'il décide de porter la guerre en Afrique. Une telle expédition est inédite : aucun tyran sicilien luttant contre les Carthaginois n'aurait osé conduire la guerre outre-mer, ne serait-ce que parce que les Carthaginois ont la maîtrise maritime. Mais Agathocle compte justement sur l'inexpérience des Carthaginois à lutter sur leur propre territoire et espère la défection des populations libyennes soumises à Carthage. Le 14 août 310, il débarque au cap Bon et conduit ses troupes vers une cité nommée Mégalopolis après avoir traversé un paysage idyllique :
« Le territoire qu'ils devaient traverser avait été divisé tout du long en petits jardins et en plantations diverses, de nombreux ruisseaux mis en conduite irriguant tout le lieu. Les résidences de campagne, attenantes les unes aux autres, avaient été construites somptueusement et ornées avec soin par un enduit de chaux ; elles indiquaient clairement la richesse de leurs propriétaires. Les villae étaient pleines de toutes les choses pour qu'ils en profitent, car les habitants, durant la longue période de paix, avaient mis de côté une abondance de productions. Le territoire était pour partie planté de vignes, pour partie d'oliviers, et plein d'autres arbres fruitiers. Partout des troupeaux de bœufs et de moutons broutaient et les plaines humides environnantes étaient emplies de chevaux qui paissaient. De façon générale, il y avait dans ces lieux une abondance de biens de toutes sortes car les Carthaginois les plus illustres y avaient disséminé leurs domaines et s'en étaient occupés avec soin, grâce à leurs richesses, afin d'en retirer du plaisir. »

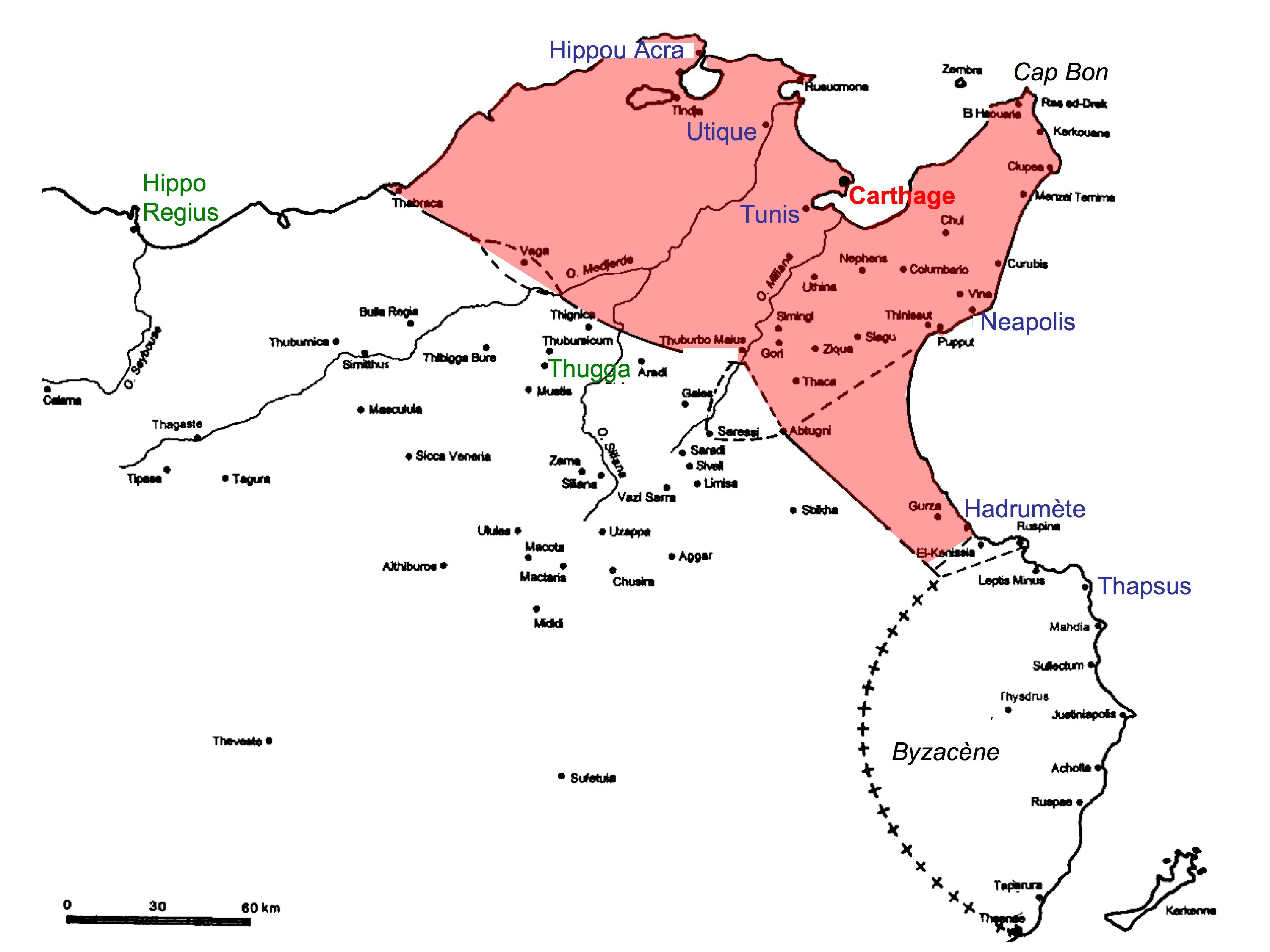
Carte de la Tunisie punique au moment de l'expédition d'Agathocle
Les cités prises par Agathocle sont indiquées en bleu ; celles faisant partie du parcours d'Eumachos lors de sa première expédition sont marquées en vert.
Le territoire de Carthage est indiqué en rouge (tracé des frontières, parfois inconnu, restitué par L. I. Manfredi, La politica amministrativa di Cartagine in Africa, Rome, 2003).

Puis, Agathocle s'empare d'une cité appelée Tynes la blanche (à distinguer de l'actuelle Tunis occupée un peu plus tard par le tyran syracusain,,), dresse son campement et se met à ravager les campagnes alentour.
Devant cette avancée fulgurante, les Carthaginois nomment comme généraux Hannon et Bomilcar et lèvent une armée composée principalement de citoyens. La rencontre entre troupes puniques et grecques a lieu peu de temps après. Hannon est chargé du commandement et se trouve à la tête du bataillon sacré formé de 2 000 soldats d'élite, citoyens carthaginois. Mais l'armée punique est balayée par Agathocle. Hannon meurt lors de l'affrontement ; les Carthaginois sont d'autant plus paniqués que l'autre général, Bomilcar, est soupçonné de vouloir ouvrir la cité au Syracusain,, voire de vouloir prendre le pouvoir dans la cité. Ils envoient alors des offrandes à Tyr, leur métropole, tout en pratiquant des sacrifices d'enfants pour attirer la bienveillance du dieu Ba'al Hammon. Le récit que fait Diodore de ces événements est néanmoins sujet à caution : on y reconnaît l'hostilité sicilienne face aux Carthaginois et le texte de l'historien reprend mot pour mot celui d'un auteur ayant écrit antérieurement à l'expédition d'Agathocle en Afrique, Clitarque d'Alexandrie.
Il n'en reste pas moins qu'Agathocle a remporté une victoire qu'il exploite immédiatement par la mise à sac du territoire de Carthage : plusieurs cités soumises à Carthage passent dans son camp et il entreprend une expédition vers le sud, prenant Neapolis (actuelle Nabeul) et Hadrumète (actuelle Sousse), signant une alliance avec le roi numide Ailymas, pillant enfin Thapsus avant de se tourner vers l'intérieur du pays. Il dut arrêter sa progression devant la mobilisation carthaginoise qui menaçait son camp à Tunis et la trahison de son allié Ailymas. En Sicile, le général Hamilcar est vaincu et sa tête rapportée à Agathocle qui ne se prive pas de la montrer aux Carthaginois montés sur les murailles de leur cité. Malgré ces succès, des dissensions apparaissent dans le camp d'Agathocle : celui-ci, pour ne pas s'aliéner les habitants des campagnes, se refuse à livrer les exploitations agricoles au pillage, privant ses hommes de butin ; son commandement est alors critiqué par des officiers.

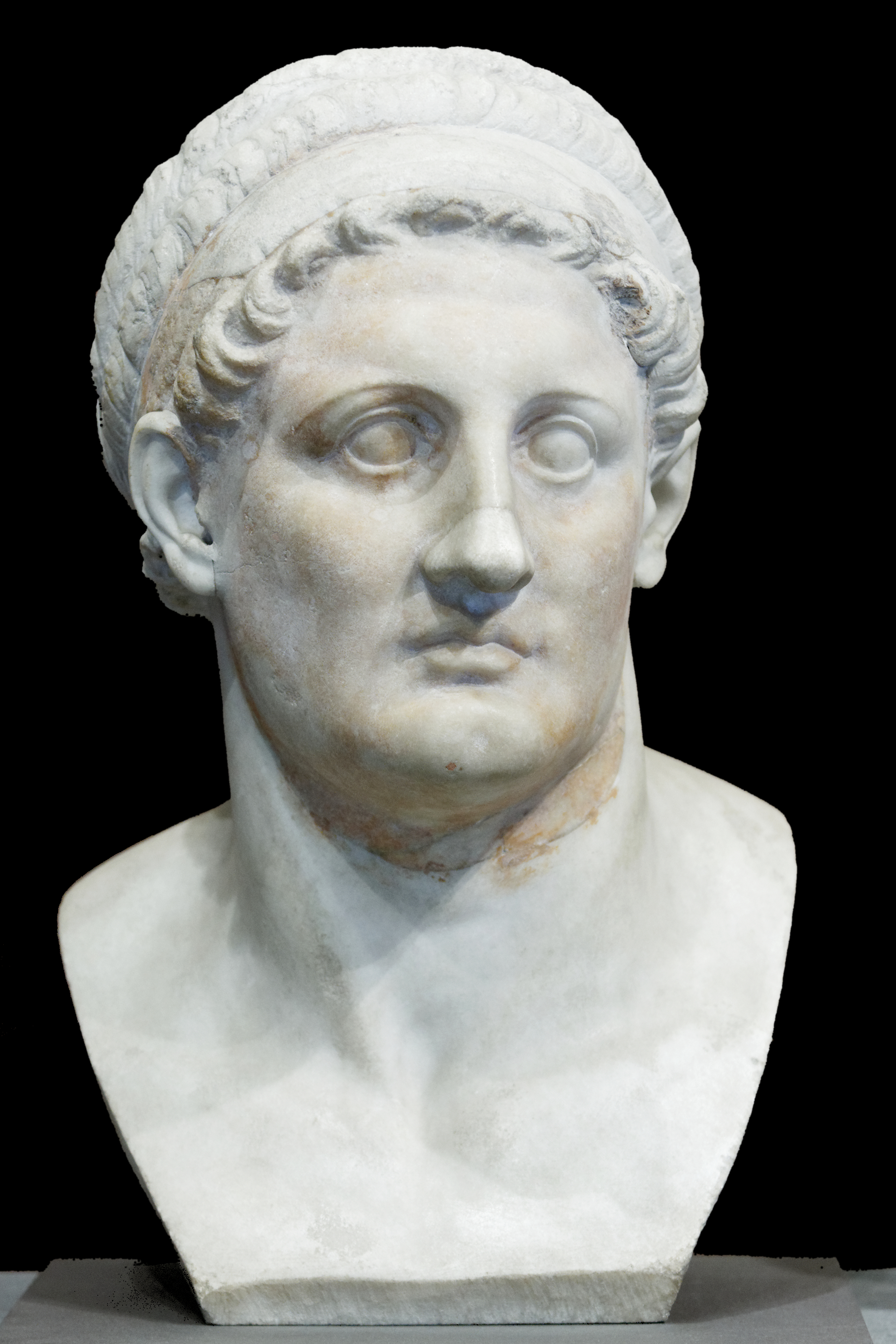
Ptolémée Ier Sôter (musée du Louvre).

Le tyran est mis sous surveillance dans son propre camp et ne se tire de cette difficulté qu'en faisant mine de se suicider. Émus, ses hommes le libèrent et lui rendent son commandement. Les quelques escarmouches qui s'ensuivent avec l'armée punique apportent à nouveau leur lot de victoires. Néanmoins, Carthage est toujours debout et Agathocle doit trouver un allié pour venir à bout de la résistance punique.
Son action prend alors une dimension méditerranéenne : d'autant plus conscient de sa faiblesse navale qu'il a fait brûler ses vaisseaux lors du débarquement en Afrique, pour montrer sa détermination à ses hommes, le tyran demande l'appui d'Ophellas, ancien triérarque d'Alexandre et gouverneur de la Cyrénaïque pour le compte du satrape d'Égypte Ptolémée Ier Sôter. En cas de victoire, Ptolémée récupérerait le territoire de Carthage en Afrique et y fonderait une colonie, Agathocle prenant possession de la Sicile tout entière. Agathocle a en effet besoin de la flotte égyptienne pour faire le siège de Carthage : dans son esprit, il doit assumer le commandement sur terre, Ophellas gérant les affaires maritimes. Mais la flotte égyptienne n'arrive pas, Ophellas exerce un commandement terrestre et rien ne se déroule selon les plans d'Agathocle.
En 308, tandis que les défections se multiplient dans l'un et l'autre camp, le tyran fait assassiner Ophellas,, sans que cela n'entame ses bonnes relations avec Ptolémée, puisque celui-ci lui donne sa fille Théoxène en mariage. Les victoires d'Agathocle en Afrique sont connues en Sicile où la cité d'Agrigente décide de reconquérir son indépendance et libère Gela et Enna de leurs garnisons puniques. Carthage est alors en mauvaise posture en Sicile comme en Afrique : Agathocle prend de manière brutale Utique et Hippou Acra (actuelle Bizerte), mais, au lieu de marcher sur Carthage, il préfère rentrer en Sicile où les Carthaginois, calquant leur stratégie sur la sienne, ont envoyé une nouvelle armée et menacent Syracuse.
Il laisse en Afrique son lieutenant Eumachos, qui part en expédition à l'intérieur des terres, et ses deux fils, Archagathos et Héraclide, chargés de poursuivre la lutte contre Carthage. L'expédition d'Eumachos est l'occasion pour Diodore de Sicile, peut-être d'après le récit de Douris de Samos, de décrire une Libye semi-légendaire : Eumachos prend des cités dont on ignore parfois la position exacte (Tocai — sans doute Thugga — et Phelliné) puis arrive au pays des Asphodélodes dont les habitants ont la peau noire. Il arrive ensuite dans une cité nommée Meschela, qui aurait été fondée par les Grecs de retour de Troie (ce qui implique qu'il s'agisse d'une cité du littoral), et parvient enfin à Acra Hippou, dans laquelle il faut peut-être reconnaître Hippo Regius (Hippone). Il prend enfin une cité libre, Acris, dont il réduit les habitants en esclavage. Puis, Eumachos se lance dans une deuxième expédition vers la Haute Libye. Il est vaincu dans des combats de rue à Miltine, se perd dans des montagnes où les chats sont si nombreux qu'il n'y a plus d'oiseaux et arrive enfin dans une région où les singes vivent au milieu des hommes, à tel point que l'une des cités de cette région s'appelait Pithécussai, la cité des singes. Là, il décide de repartir vers Carthage.
Ces deux expéditions doivent être nettement différenciées : la première a pour but de contrôle le territoire qui dépend de Carthage, en intimidant également les populations voisines (Acris). La seconde est plutôt une mission d'exploration, peut-être vers l'actuelle Algérie orientale ; la description qui en est faite est celle d'une contrée barbare (comme l'atteste le mélange d'hommes et d'animaux vivant en bonne intelligence). On touche là aux frontières du monde connu, dans une région qui n'est sous la dépendance d'aucune autorité politique aux yeux d'un Grec. Il n'y avait donc aucun intérêt à poursuivre l'expédition. D'autant que les Carthaginois, ayant constaté le départ d'Eumachos et de ses hommes, ont décidé d'envoyer plusieurs armées à travers leur territoire, d'abord pour diminuer le nombre des habitants dans leurs murailles — ils étaient alors soumis à un siège et par conséquent coupés des campagnes qui approvisionnaient la ville en temps normal —, ensuite pour récupérer leurs anciens alliés passés à l'ennemi. Trois armées sortent alors de Carthage, l'une vers l'intérieur, l'autre vers la Haute Libye, la troisième vers le littoral. Les deux premières sont victorieuses d'Archagathos et d'Eumachos. Le fils d'Agathocle décide alors de demander secours à son père.
Celui-ci, alors en Sicile, a pris le titre de roi de l'île. En effet, en 307, il a fait tomber Héraclée et s'est allié à Thermae (sa cité d'origine d'après Diodore de Sicile). À Syracuse, il a éliminé une partie de ses adversaires politiques. Le port est néanmoins bloqué par une trentaine de navires carthaginois et Agathocle ne peut sortir qu'avec l'aide de 18 bateaux étrusques venus à son secours,.

#### Seconde expédition et règlement du conflit (307-306)
En Afrique, la situation s'est encore détériorée : Archagathos n'a pas payé leur solde aux mercenaires et les Carthaginois ont déjà remporté quelques petites victoires militaires. Agathocle, pour calmer le mécontentement de ses soldats, leur promet un énorme butin s'ils remportent la victoire décisive contre Carthage ; les hommes acceptent alors de le suivre. Mais seule la défaite les attend. De retour au camp, le roi décide de partir pour la Sicile avec le plus jeune de ses fils présents, Héraclide ; il soupçonne en effet Archagathos, l'aîné, d'être lié à sa belle-mère et de vouloir l'éliminer. Méfiant, Archagathos prévient les officiers des plans de son père ; celui-ci est enfermé dans le camp et ne peut s'en échapper qu'à l'occasion d'un mouvement de panique, abandonnant alors ses deux fils au pouvoir des soldats qui les massacrent avant d'offrir leurs services aux Carthaginois. Cette version romanesque est donnée par Diodore mais ne correspond pas au texte de Justin selon lequel Agathocle aurait voulu emmener Archagathos que les soldats auraient capturé au dernier moment. La tradition transmise par Justin est nettement plus favorable au roi de Sicile. Cependant, il est difficile de déterminer si cette tradition visait à amoindrir les méfaits d'Agathocle ou au contraire si c'est la version transmise par Diodore qui visait à noircir l'image du roi. Il reste certain qu'Agathocle repart d'Afrique dès 307.
Les Carthaginois, affaiblis en Sicile — Ségeste a été prise et refondée par Agathocle et Sélinonte est passée du côté du tyran — mais redevenus maîtres de l'Afrique grâce au départ du roi, proposent un traité de paix en 306 : moyennant le paiement de 300 talents et 200 000 médimnes de blé, ils peuvent récupérer l'intégralité de leur éparchie. Les deux expéditions d'Agathocle n'auront servi à rien d'autre qu'à réaffirmer la présence carthaginoise dans la partie occidentale de la Sicile.
Contesté après cette défaite, Agathocle assure sa domination sur la partie orientale de l'île : il installe des garnisons dans les cités sujettes, prélève des tributs et punit les cités rebelles comme Ségeste. Une fois les territoires grecs sous son contrôle, il change de stratégie : le champion malheureux de la lutte contre Carthage va se lancer dans une véritable politique hellénistique, à l'égal des diadoques orientaux.

### Agathocle, souverain hellénistique, et sa politique monarchique (306-289)

#### Adoption du titre royal
L'adoption par Agathocle du titre de roi, basileus, témoignait déjà de son choix d'intervenir en Méditerranée avec le même rang que les anciens compagnons d'Alexandre le Grand. À partir de 306, ceux-ci prennent eux aussi ce titre notamment sous l'impulsion d'Antigone le Borgne. En effet ce dernier était suffisamment puissant et légitime pour prendre le titre puisque depuis l'année 310 av. J.-C, Cassandre avait fait mettre à mort Roxane et Alexandre IV, le fils légitime d'Alexandre le grand qui de fait n'avait plus d'héritiers légitimes. Mais aussi puisque son fils Démétrios Poliorcète venait de remporter une importante victoire contre la flotte de Ptolémée à Salamine en Chypre. Puis le phénomène se propagea à tous les autres diadoques qui suivirent l'exemple d'Antigone. Agathocle suivit le mouvement et il s'empara alors du titre royal. La précocité de ce geste fut particulièrement étonnante à tel point que Diodore le place à la fin de sa première expédition sur les Carthaginois, c'est-à-dire en 308 ; ne s'agirait-il pas d'une erreur de l'historien, l'événement devant être placé en 306, à la fin de la deuxième expédition, dans un mouvement d'imitation par rapport à l'évolution orientale ? Cette hypothèse semble confortée par le récit de Justin qui n'évoque le « roi de Sicile Agathocle » qu'après le traité de paix avec Carthage conclu en 306. L'année 306 et la prise du titre royal marque la fin de la période dont nous connaissons le mieux les évènements en ce qui concerne le règne d'Agathocle, puisqu'à partir de cette date les sources à disposition sont incomplètes et les seuls fragments du livre XXI de Diodore ne renseigne que très peu sur la politique du roi de Syracuse qui est suivie.

#### Politique avec les autres monarchies hellénistiques

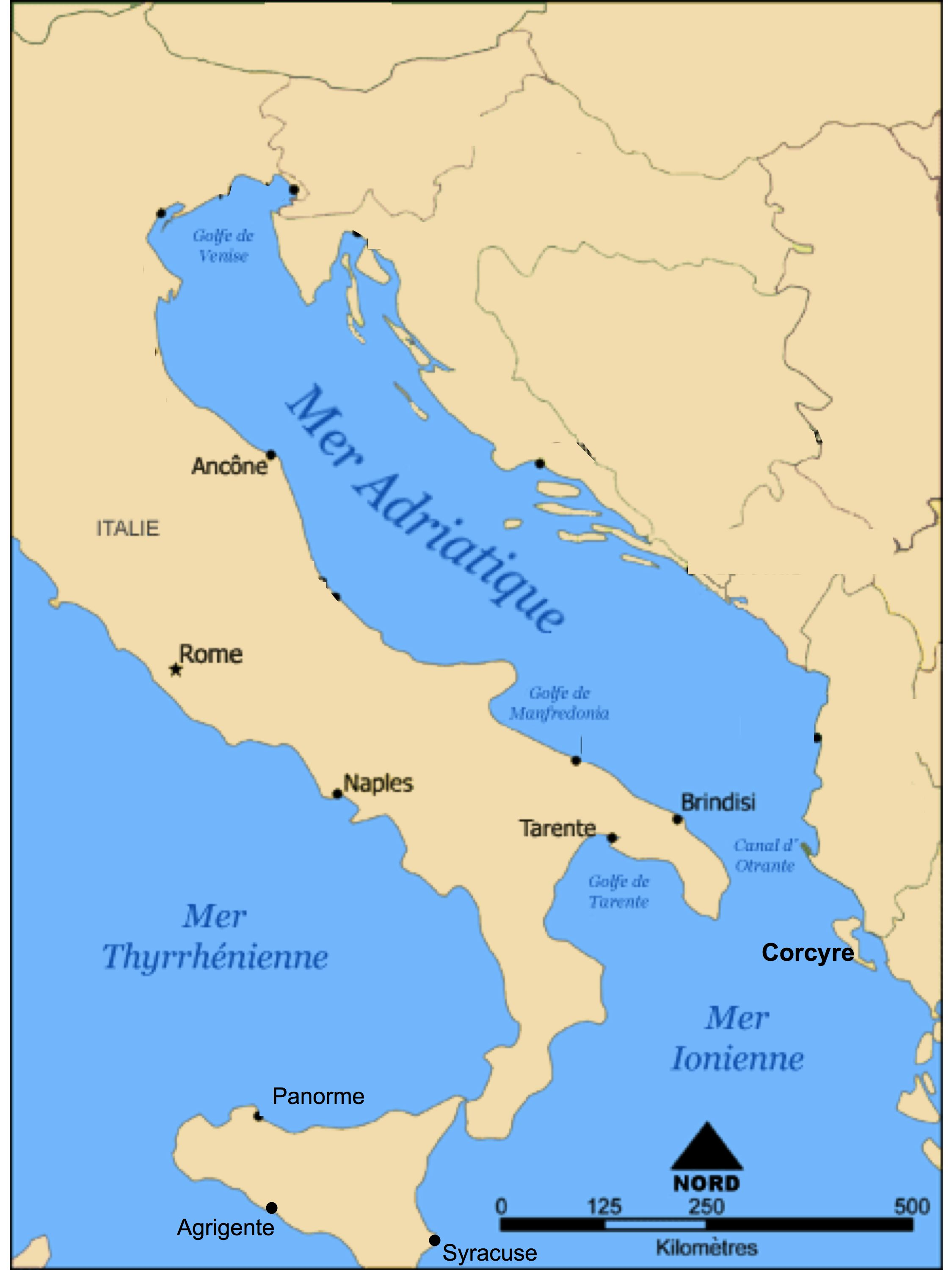
Corcyre et l'espace maritime contrôlé par Agathocle.

La prise du titre royal nourrit l'ambition d'Agathocle qui est de se hausser au niveau méditerranéen comme un égal par rapport aux autres monarchies hellénistiques, et cela est particulièrement perceptible dans les relations diplomatiques de ces derniers avec le roi de Syracuse. Agathocle mène ainsi une politique d'alliances matrimoniales, d'abord avec Ptolémée dont il épousa en 300 av. J.-C. la fille Théoxènè, affiliée à la dynastie lagide ou encore avec le roi d'Épire, Pyrrhos Ier, auquel il marie sa propre fille Lanassa. Cependant, si Diodore a raison, Agathocle serait un précurseur par rapport aux diadoques, le premier à prendre le titre qu'avait Alexandre en Macédoine. Ce qui ne serait pas si aberrant : en tentant une expédition en Afrique, Agathocle avait dépassé la dimension traditionnelle des tyrans de Syracuse, remparts contre la barbarie punique en Sicile, pour rejoindre, avec plus ou moins de succès, celle d'un Alexandre occidental. L'expérience avait déjà été tentée contre d'autres barbares, en l'occurrence les Romains, par Alexandre le Molosse, oncle d'Alexandre le Grand.

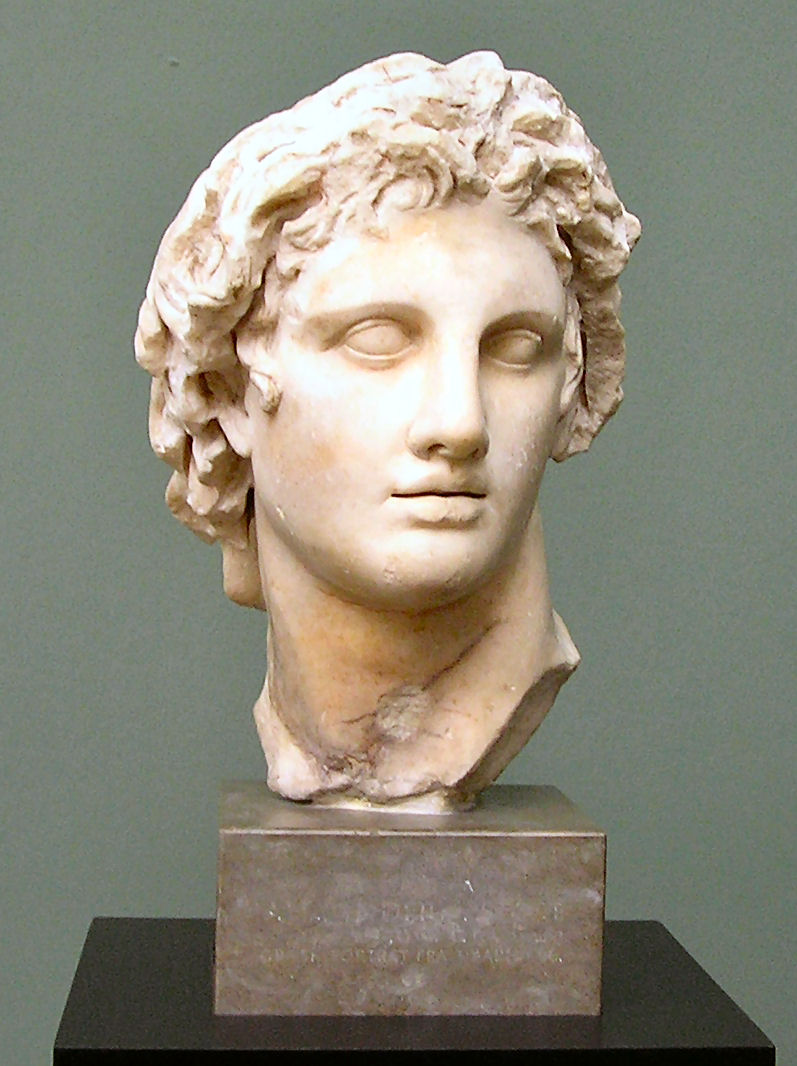
Alexandre le Grand, inspirateur d'Agathocle ?

Mais Agathocle, peu intéressé par ce qui se déroulait en Italie centrale, avait préféré se tourner contre un peuple qu'Alexandre le Grand lui-même avait peut-être projeté de combattre : les Carthaginois.
Pour restaurer le prestige de cet « Alexandre au petit pied », l'échec de l'expédition africaine devait par conséquent être effacé par un exploit qui mettrait Agathocle en contact plus étroit avec l'Orient. L'objectif du roi de Sicile est alors de prendre Corcyre tenue par Cassandre de Macédoine. Il a sans doute le soutien de Ptolémée dans son entreprise mais ce dernier ne lui envoie aucune aide car il est en lutte depuis 306 contre Antigone le Borgne qui règne sur la Syrie-Phénicie. Pour parvenir jusqu'à Corcyre, Agathocle doit s'assurer de l'Adriatique et donc de l'Italie du Sud. Il part en expédition en Grande-Grèce dès 304 : il laisse une armée de mercenaires dans le Bruttium et intervient à Corcyre entre 301 et 299/298. Son expédition est un succès : il prend Corcyre qui constitue alors la dot de sa fille Lanassa pour son mariage avec Pyrrhos.

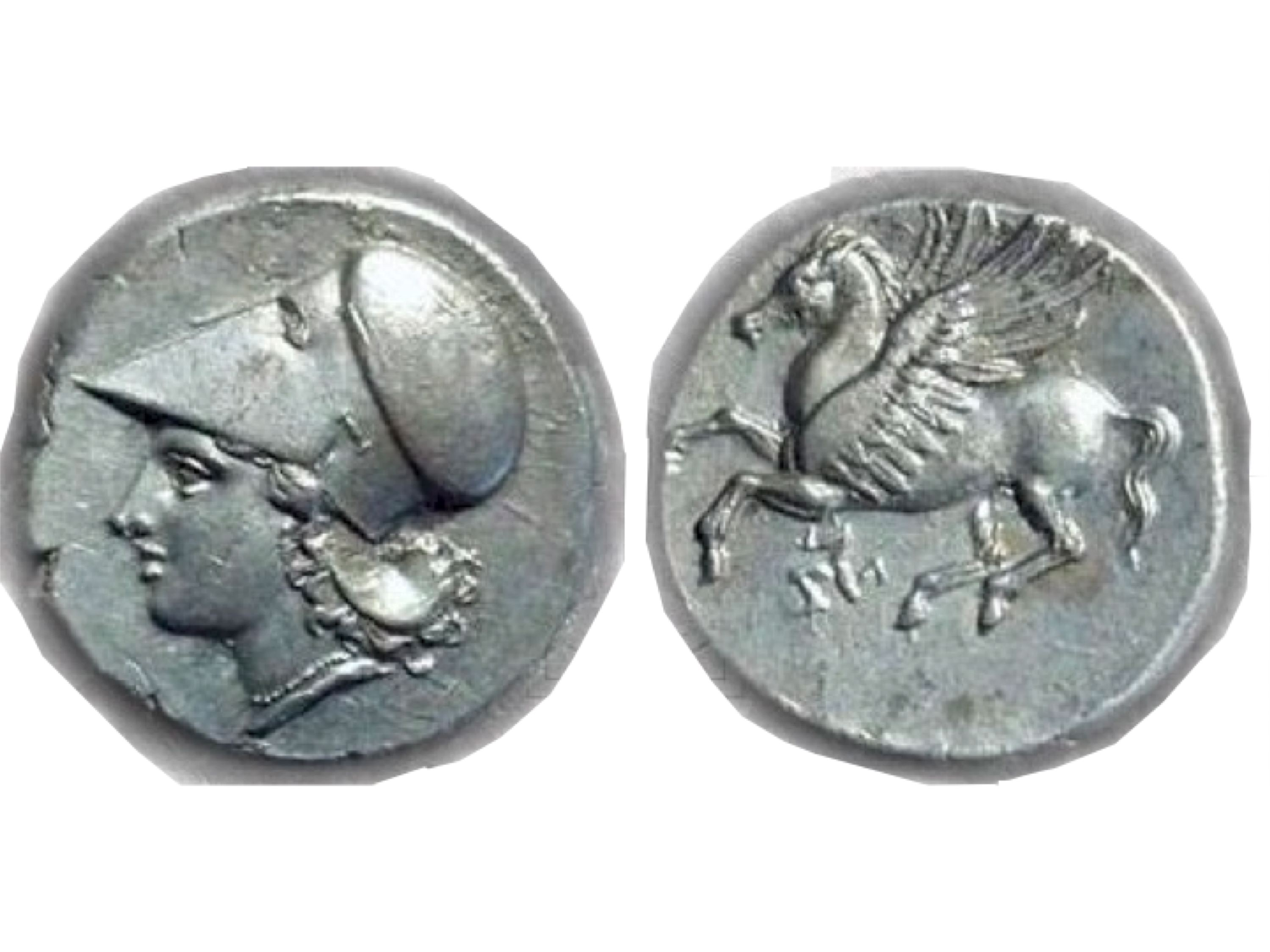
Monnaie de Syracuse frappée sous le règne d'Agathocle ; sous Pégase est figuré le triskélès que l'on retrouve sur des monnaies d'Italie du Sud.

À son retour dans le Bruttium, les mercenaires impayés se révoltent ; Agathocle les massacre et entre en conflit avec les Bruttiens,. Il étend ensuite son influence sur toute la Grande-Grèce en établissant une garnison à Crotone pour surveiller le trajet vers l'Adriatique et en s'alliant avec deux peuples de la côte adriatique, les Iapyges et les Peucètes, auxquels il prête des bateaux pour qu'ils pratiquent la piraterie (c'est-à-dire, en réalité, pour qu'ils surveillent l'Adriatique à son profit). Enfin, il prend Hippone où il fait construire un port.
Cette domination sur l'Italie du Sud permet au basileus de tenir la forêt de la Sila, dans le Bruttium, qui était la principale source de bois pour la construction navale des cités de Grande-Grèce. Agathocle s'était en effet rendu compte durant l'expédition contre Carthage que sa flotte n'était pas assez puissante. Utiliser la forêt de la Sila et les ports de Grande-Grèce lui permet désormais de pallier cette faiblesse, tout en contrôlant le détroit de Messine et la route vers l'Adriatique.
Aux yeux des diadoques d'Orient, dont la fortune reposait en grande partie sur le commerce, notamment maritime, Agathocle devenait le garant de la sécurité des mers en Méditerranée occidentale. Sa nouvelle puissance lui permettait d'envisager avec sérénité une nouvelle expédition en Afrique. Pourtant, en 289, alors que les préparatifs en étaient presque terminés, Agathocle mourut, peut-être assassiné par son petit-fils Archagathos. Celui-ci était le fils d'Archagathos qu'Agathocle avait abandonné en Afrique en 306 et aurait dû hériter du pouvoir de son grand-père. Toutefois, celui-ci décida de confier son royaume à son troisième fils, prénommé lui aussi Agathocle. Archagathos aurait égorgé son oncle à la fin d'un banquet et fait empoisonner son grand-père. Selon Justin, Agathocle serait tombé malade au tout début de son expédition contre Carthage. Diodore de Sicile, à la suite de Timée sans doute, décrit la subtilité avec laquelle aurait agi l'assassin, un certain Mænon : celui-ci trempa dans du poison la plume avec laquelle le roi se curait les dents ; le poison agit si lentement qu'Agathocle eut le temps de renvoyer sa femme Théoxène en Égypte avec leurs deux enfants ; Diodore prétend même que le roi aurait été placé vivant sur son bûcher funéraire, paralysé par le venin qui lui avait été inoculé.
Les diverses traditions quant à la mort du roi-tyran reflètent les hésitations de l'historiographie antique. Le contexte était celui d'une opposition entre les héritiers d'Agathocle. Chez Diodore de Sicile, Archagathos est dépeint comme son grand-père : sanguinaire, inflexible, prêt à tout pour parvenir au pouvoir. Cette description caractérise le mauvais chef chez un historien comme Timée. La version de Justin, beaucoup plus mesurée, n'évoque pas un assassinat mais souligne la peur d'Agathocle face à son fils, puisqu'il insiste pour protéger ses enfants survivants. Le départ de ces derniers pour l'Égypte et la mort d'Archagathos empêchait la poursuite d'un processus dynastique à Syracuse ; Agathocle aurait de fait promis aux Syracusains de leur rendre la liberté, c'est-à-dire de redonner le pouvoir au peuple.
Les dernières volontés d'Agathocle ne furent pas exaucées : la cité connut après sa mort près de vingt années de troubles politiques jusqu'à l'arrivée de Hiéron, stratège puis roi de la cité.

## Image d'Agathocle

### Dans l'Antiquité…
Toute la vie d'Agathocle est présentée de façon ambivalente par les sources : parvenu et tyran sanguinaire pour les uns, il est l'un des plus grands généraux grecs pour les autres. La légende noire d'Agathoclès doit beaucoup à Timée de Tauroménion, fils d'un adversaire du tyran syracusain. Timée discrédite Agathocle pour des raisons morales : prostitué dans sa jeunesse, Agathoclès aurait été particulièrement cruel lors de sa prise de pouvoir puis lors des attaques menées contre les cités grecques lui tenant tête. Favorable au régime oligarchique, Timée est profondément hostile à Agathocle en raison des institutions qu'il a imposées à Syracuse mais aussi, sans doute, à cause de la restauration démocratique qu'il encourage juste avant de mourir. Le lien entre les tyrans et le peuple est toujours étroit et dénoncé par les oligarques. Pourtant, pour les philosophes grecs comme Platon ou Aristote, favorables à un régime où les plus riches doivent obtenir les charges à plus forte responsabilité, la tyrannie en Sicile se justifiait par la lutte contre la barbarie carthaginoise. Timée, réfugié pendant cinquante ans à Athènes et ayant fréquenté le Lycée, connaissait parfaitement cette position sur la tyrannie. Aussi devait-il discréditer Agathocle sur ce point, d'où les attaques concernant ses mœurs mais aussi et surtout les insinuations concernant ses collusions avec les Puniques et notamment avec Hamilcar en 314,. Timée était également hostile au pouvoir autocratique mis en place par les diadoques mais il ne semble pas avoir perçu la dimension hellénistique d'Agathocle, ni même son importance à l'échelle de la Méditerranée.

Il ne serait pas étonnant que Timée soit à l'origine de la seule description physique que nous possédions du roi-tyran, à la fin de sa vie, et qui nous a été transmise par Élien : 
«  Rien n'était à la fois plus risible et moins décent que la coiffure d'Agathocle, tyran de Sicile. Agathocle, ayant perdu insensiblement tous ses cheveux, s'imagina qu'en portant une couronne de myrte, il masquerait la difformité dont il était honteux. Mais les Syracusains ne s'y méprirent pas : ils savaient qu'Agathocle était devenu chauve. Cependant, retenus par la crainte des fureurs et des cruautés du tyran, ils n'osaient en rien dire. »

La tradition transmise par Timée, puis Diodore de Sicile, n'a pas été suivie par l'historiographie romaine. Ainsi, selon Polybe, Scipion l'Africain tenait Agathocle en grande estime, le considérant comme l'un des plus grands généraux du passé, à l'instar de Denys de Syracuse ; il le cite même comme modèle pour une expédition en Afrique. Peut-être cette image positive du roi de Sicile provenait-elle des écrits d'Antander, le frère d'Agathocle, qui avait rédigé une histoire du règne de ce dernier, ou bien de Callias de Syracuse, historien du règne d'Agathocle,. Ce type de discours met en avant son rôle de défenseur de la Sicile contre le péril carthaginois mais, pas plus que Timée, ne prend en compte sa dimension méditerranéenne. Polybe connaissait bien la légende noire d'Agathocle, par l'intermédiaire de Timée, mais selon lui l'historien sicilien avait largement déformé la réalité en décrivant le tyran dont les qualités personnelles étaient indéniables : 
« Il faut bien reconnaître que la nature avait doué Agathocle de qualités exceptionnelles, ainsi qu'il apparaît par le récit même de Timée. Pour qu'il ait pu, après être arrivé à Syracuse vers l'âge de 18 ans, fuyant le tour, la fumée et la glaise, s'élever de là jusqu'à devenir le maître de toute la Sicile, faire courir à Carthage les pires dangers, vieillir dans le pouvoir et finir sa vie avec le titre de roi, ne fallait-il pas qu'Agathocle eût en lui quelque chose de grand et d'extraordinaire, qu'il possédât à profusion les dons et les capacités qui font l'homme d'État ? »
De mirabilibus auscultationibus (en) (soit Sur les choses merveilleuses entendues), ouvrage faussement attribué à Aristote, rapporte une légende à son sujet :
« Parmi les Peucetini, on dit qu'il y a un temple d'Artémis, dans lequel est dédié ce qu'on appelle le collier de bronze, portant la légende « Diomède à Artémis ». L'histoire raconte qu'il l'a accroché au cou d'un cerf, et qu'il a poussé là, et de cette façon, étant trouvé plus tard par Agathocle, roi des Sicéliotes, on dit qu'il a été dédié au temple de Zeus. »
Une note de la traduction de cette œuvre par la Loeb Classical Library en 1936 de la main de Bill Thayer constate à ce sujet : « Ce qui est étonnant, c'est la durée de l'histoire. Diomède a combattu lors de la guerre de Troie, traditionnellement datée du début du XIIe siècle av. J.-C. ; Agathocle a vécu 800 ans plus tard, et ce cerf a vécu très longtemps.
On raconte une histoire similaire à propos de Charles VI de France, qui, en 1390, alors qu'il était un garçon de douze ans déjà amateur de chasse, aurait trouvé un cerf portant un collier portant l'inscription Hoc michi Caesar donavit (le plus souvent cité de manière agrammaticale comme Hoc me Caesar donavit) alors que César était mort depuis 1400 ans. On peut remarquer que si michi était la lettre exacte inscrite sur le collier, il s'agit d'une orthographe médiévale du mot, et l'oncle du garçon, Louis d'Anjou, qui a organisé la chasse, devient le principal suspect ; le but de l'imposture étant peut-être de redonner confiance au garçon. »

### …et au-delà
Nicolas Machiavel, discutant de ses moyens d'élévation à la dignité suprême en Sicile, semble approuver le courage politique en même temps qu'il réprouve la scélératesse qui en est, selon lui, indissociable : 

« Véritablement on ne peut pas dire qu'il y ait de la valeur à massacrer ses concitoyens, à trahir ses amis, à être sans foi, sans pitié, sans religion : on peut, par de tels moyens, acquérir du pouvoir, mais non de la gloire. Mais si l'on considère avec quel courage Agathocle sut se précipiter dans les dangers et en sortir, avec quelle force d'âme il sut et souffrir et surmonter l'adversité, on ne voit pas pourquoi il devrait être placé au-dessous des meilleurs capitaines. On doit reconnaître seulement que sa cruauté, son inhumanité et ses nombreuses scélératesses, ne permettent pas de le compter au nombre des grands hommes. »

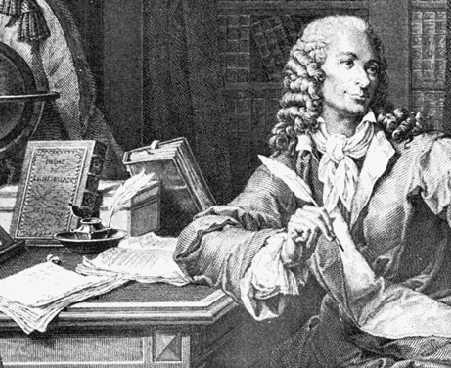
Voltaire, auteur d'un Agathocle à l'extrême fin de sa vie. La pièce ne connut que quatre représentations.

Agathocle connut ensuite les honneurs du théâtre : un poète du nom de Jean-Baptiste Aubry écrivit une pièce portant son nom mais qui ne fut donnée que deux fois au Théâtre français à la fin du XVIIe siècle. La pièce n'ayant pas été imprimée, il est impossible d'en connaître ne serait-ce que l'argument.

Un demi-siècle plus tard, Voltaire offrit du tyran une image nuancée : sa dernière tragédie, justement nommée Agathocle et dont l'argument concerne l'opposition entre deux de ses fils à propos d'une prisonnière carthaginoise, montre le roi-tyran léguant son royaume au plus vertueux de ses enfants. Les discours des protagonistes sur Agathocle font alterner admiration et dénigrement : 
« Et la guerre civile aura, dans ses horreurs,
mis ce fils de la terre au faîte des grandeurs. »
 Le récit de Voltaire n'est pas historique, des écrits antiques seuls subsistent ici les lieux communs sur Agathocle. Le dernier vers prononcé par celui-ci ne renvoie pas à sa mort, mais à la libération que constitue l'abandon du pouvoir : 
« Le prince a disparu ; l'homme commence à vivre. »

Avant sa mort, Voltaire avait eu le temps de distribuer les rôles : 
« Je crois que Larive et Molé joueront bien les rôles des enfants d'Agathocle, qu'Ydasan convient fort à Monvel, que les cheveux blancs et la voix de Brizard suffiront pour Agathocle, et que le rôle d'Ydace est beaucoup plus dans le caractère de Mme Vestris que celui d'Irène, pourvu qu'elle se défasse de l'énorme multitude de ses gestes (20 avril 1778). »
 La pièce est représentée le 31 mai 1779 pour le premier anniversaire de la mort de Voltaire : Mme Denis fit à la Comédie une cession de tous les honoraires qui pourraient être dus pour les représentations de son oncle. Toutefois, le public ne se dissimula pas la faiblesse de l'œuvre : 
« Agathocle, dit Laharpe, n'est qu'une esquisse extrêmement imparfaite, dont Voltaire aurait pu faire un tableau, s'il eût tenu encore d'une main assez ferme et assez vigoureuse le pinceau tragique qui, tremblant entre les doigts glacés d'un vieillard, n'a dessiné que des figures indécises, sans expression, sans couleur et sans vie. »
Dans son uchronie Alejandro Magno y las águilas de Roma, Javier Negrete place en 317 Agathocle devenu roi de Syracuse comme allié d'Alexandre dans son combat contre Rome.
Aujourd'hui, Agathocle a si bien disparu de l'histoire qu'il est oublié par les historiens français. Au début du XXe siècle, Stéphane Gsell considérait Agathocle comme « un joueur qui risque sa dernière chance » en allant en Afrique et non comme un imitateur d'Alexandre. Sans doute ce jugement du savant africaniste a-t-il contribué à l'absence d'études concernant ce personnage. Les ouvrages sur l'époque hellénistique (par exemple E. Will, dans l'Histoire politique du monde hellénistique) ne traitent de son parcours qu'en quelques pages. Depuis une vingtaine d'années néanmoins, une chercheuse italienne, Sebastiana Consolo-Langher, a publié une série d'études sur Agathocle. Prenant le contre-pied du jugement de Gsell, elle estime au contraire qu'Agathocle est bien un imitateur d'Alexandre. Grâce à ses recherches, le prince recommence à vivre, et s'affirme comme le premier et le seul souverain hellénistique en Méditerranée occidentale.
L'histoire d'Agathocle est à l'origine de l'expression « brûler ses vaisseaux », qui signifie en français « s'engager dans une affaire, dans une entreprise, de manière à s'ôter tout moyen d'y renoncer ou de s'en désister ». La signification de cette expression s'inspire du moment où Agathocle décide de brûler ses vaisseaux en arrivant en Afrique, pour empêcher tout retour en cas de défaite.